# Dialeto tenharim
O Tenharim (ou Tenharin) é um dialeto da língua cauaíbe, da família linguística tupi-guarani, pertencente ao tronco tupi. É falada pelos tenharins no Amazonas.

## Fonologia
Fonologia:
Consoantes:
| p | t | tʃ |   | k | kʷ | ʔ |
| β |   |    |   |   |    | h |
| m | n |    | ɲ | ŋ | ŋʷ |   |
|   | ɾ |    |   |   |    |   |

Vogais:
| i ĩ | ɨ ɨ̃ | u ũ |
| e ẽ |     | o õ |
|     | a ã |     |